# 반피아 (고충동물)
반피아(학명: Banffia)는 캄브리아기 중기에 살았던 고충동물이다. 버제스 셰일에서 수백 개의 반피아 화석이 발견되었다. 몸길이는 최대 10cm이며, 몸의 부위는 앞부분과 뒷부분으로 나뉜다. 반피아를 정면에서 볼 때에 시계 방향을 기준으로 몸 전체가 나선으로 꼬여있다. 이는 굴을 파는 생활 방식에 대한 초기 양쪽 조건에서 이차적으로 적응한 것으로 여겨진다. 앞부분은 두 개의 껍질로 덮여있다. 반피아의 내장은 곧고 항문은 뒤쪽 끝에 있다. 내장에는 게실이 연달아 있는 것으로 보인다.